# Мойтини (Мронґовський повіт)
Мойтини (пол. Mojtyny) — село в Польщі, у гміні Пецки Мронґовського повіту Вармінсько-Мазурського воєводства.
Населення — 139 осіб (2011).

## Демографія
Демографічна структура станом на 31 березня 2011 року:
|          | Загалом | Допрацездатний вік | Працездатний вік | Постпрацездатний вік |
| -------- | ------- | ------------------ | ---------------- | -------------------- |
| Чоловіки | 77      | 18                 | 52               | 7                    |
| Жінки    | 62      | 9                  | 41               | 12                   |
| Разом    | 139     | 27                 | 93               | 19                   |